# Тепекеевский говор
Тепекеевский говор — один из говоров среднего диалекта татарского языка, по другим данным, выступает, как зиганский говор — один из говоров южного диалекта башкирского языка, в этом случае он остается не исследованным в диалектологическом аспекте.. Носители его считают себя татарами или тепекеевцами, а свой язык — татарским, «намного отличающимся от языка башкир», проживающих вокруг них.

## Описание
Говор впервые изучен Д. Б. Рамазановой во время диалектологических экспедиций в 1973, 1986 гг. Также говор изучен М. Р. Булатовой во время исследования татарских говоров ареала «Юг Башкортостана» в 2012 году.
Основной ареал распространения говора — левый приток Агидели, река Зиган. В состав зиганского подговора входят татарские населенные пункты, например, деревни Инзелга, Кутлугуза, Базиково, Тугаево, Татарский Саскуль, Бурлы, Баимбетово, Зилим-Караново, Янгискаин, Утяково Гафурийского района и Верхнеарметово, Нижнеарметово, Арметрахимово, Кузяново, Янурусово, Куяуково Ишимбайского района. В заселении этих деревень участвовали выходцы из Нагорной стороны Татарстана, из территории современного Мензелинского района Татарстана, и мишари.
Для говора, характерно употребление глухих «т, п, к» вместо литературных звонких «д, б, г», например, килте — лит. килде ‘пришел’, парам -
лит. барам ‘иду’, урманқа — урманга ‘в лес’.
Тепекеевский говор получил название в связи с основной лингвистической особенностью — систематическим оглушением звонких согласных.
По всей вероятности, в формировании тепекеевского говора основную роль сыграли самые давние переселенцы — поволжские татары.